# Drew Lynch
Andrew "Drew" Lynch, född 10 augusti 1991, är en amerikansk ståuppkomiker. Han deltog i America's Got Talent 2015 och kom på andra plats. Han har stamning och använder det i sin komedi.

## YouTube
Lynch har en Youtube-kanal. I augusti 2020 hade kanalen över 2,2 miljoner följare. Han pratar om vardagliga saker och sitter oftast ner med sin servicehund Stella.